# Garcia de Orta
Pour les articles homonymes, voir García et Orta.
Garcia de Orta (ou da Horta, Horto, Orto, ab Horto, del Huerte ou encore Garcie du Jardin), né en 1501 à Castelo de Vide au Portugal et mort en 1568 à Goa, est un médecin et botaniste portugais.

## Biographie
Issu d'une famille espagnole de confession juive expulsée d'Espagne puis convertie au christianisme, De Horta étudie dans les universités espagnoles de Salamanque et d'Alcalá de Henares. Vers 1523, il est diplômé d'art, de philosophie naturelle et de médecine. Il exerce quelque temps dans sa ville natale avant de s'installer en 1526 à Lisbonne où il devient le médecin de Jean III. Il y fait la connaissance du mathématicien Pedro Nunes. En 1530, il devient professeur de philosophie naturelle à l'université de Lisbonne.
En 1534, il s'embarque pour les Indes comme médecin du général en chef pour le gouverneur Martim Afonso de Sousa. On suppose qu'il fuit le Portugal pour échapper à l'Inquisition. Il s'installe à Goa où il exerce la médecine et fait commerce de produits médicaux locaux ainsi que de pierres précieuses. Il se lie d'amitié avec le grand poète Luis de Camoes. Le vice-roi des Indes lui octroie des privilèges à Bombay, qui appartient à la couronne portugaise en ce temps-là. Il soigne de nombreuses personnalités comme le sultan d'Ahmadnagar. Il entre en contact avec les marchands fréquentant le golfe Persique et la côte indienne jusqu'à Ceylan. En 1541, il épouse une riche héritière avec qui il eut plusieurs filles. Il meurt en 1568 en ayant sans doute évité les poursuites de l'Inquisition qui installe un tribunal à Goa en 1565. Mais sitôt après sa mort, sa famille est persécutée. En 1569, sa sœur, suspectée de continuer à pratiquer la religion juive, est brûlée. D'autres membres de sa famille, sous la torture, dénoncent Garcia da Horta. En 1580, son cadavre est exhumé puis brûlé et ses cendres sont dispersées en mer.

## Œuvres

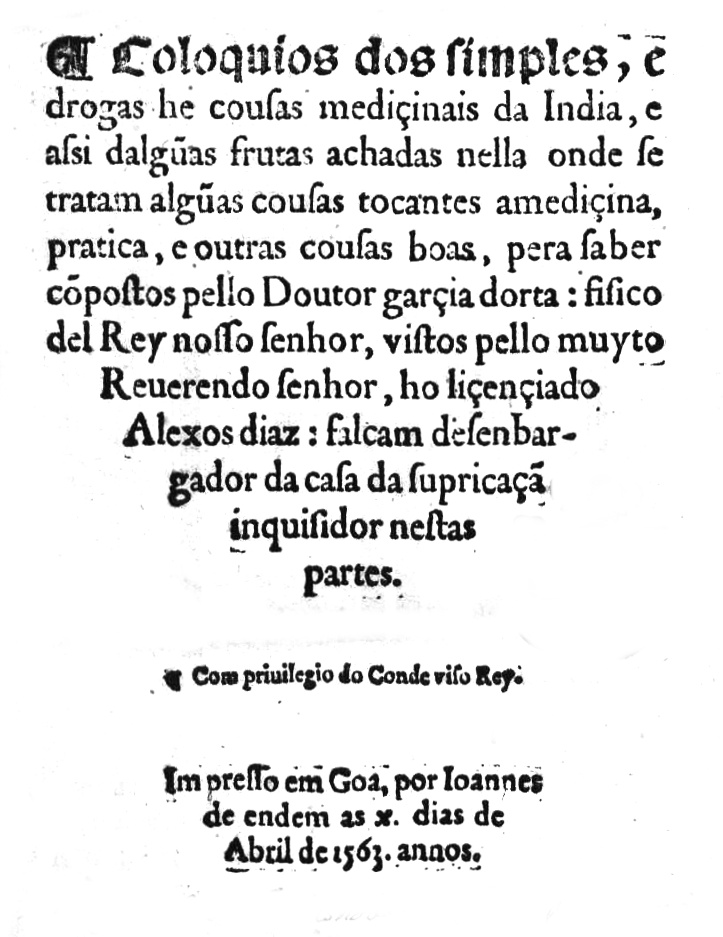
Titre des Colóquios de Garcia de Orta. Goa, 1563.

Son livre Colóquios dos Simples e Drogas e Cousas Medicinais da Índia, publié en portugais en 1563, connaît un retentissement en Europe car il constitue le premier traité de médecine tropicale. Da Horta y décrit pour la première fois le choléra et d'autres maladies exotiques, il décrit des méthodes thérapeutiques inconnues jusqu'alors et donne la description minutieuse de nombreuses plantes. Il montre aussi l'étendue de ses connaissances dans la médecine arabe et de l'œuvre d'Avicenne. En outre, le Colloque des simples comprend la première poésie publiée par Luis de Camoes. 
Cet ouvrage a été traduit en latin par le botaniste Charles de L'Écluse en 1572, en italien par Annibale Briganti en 1575 et en espagnol par Cristovão da Costa en 1578 et en français par Antoine Collin en 1602. De larges extraits de son livre sont présentés par certains auteurs tels que Jan Huygen van Linschoten ou Linscot comme leurs propres œuvres.
Il fonde un jardin botanique sur l'île de Bombay et y expérimente la culture de plantes venant d'Europe ou d'Inde, mais aussi de Chine et d'Iran.

## Hommages

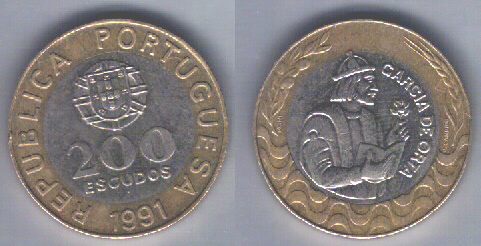
Pièce portugaise de 1991

En 1978 il fut représenté sur les billets de banque portugais de 20 escudos et en 1991 sur les pièces de 200 escudos.
Le bulletin de l'Instituto de Investigação Científica Tropical de Lisbonne, publié depuis 1953, porte son nom.